# 耶穌升天節

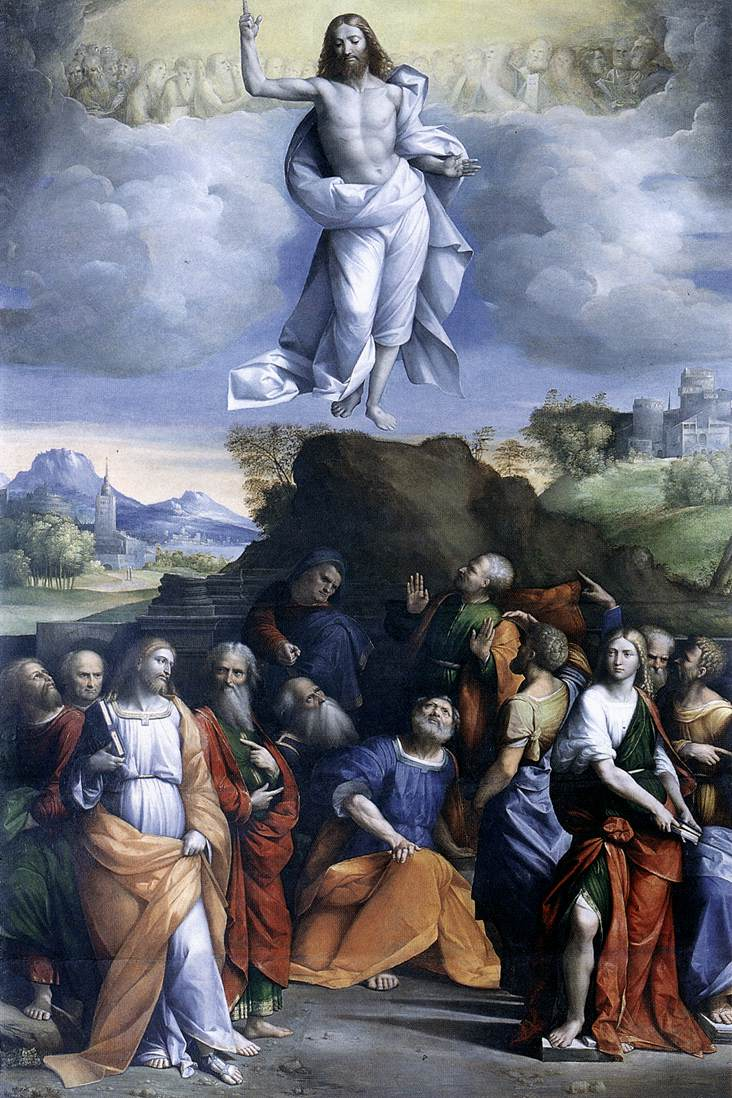
Ascension of Christ by Garofalo, 1520

耶穌升天節是紀念基督耶稣在復活四十日後升天一事。這在《使徒信經》和《尼西亞信經》都得以確認。
由於復活節在星期日，故本節在星期四慶祝。